# 莱布雷维艾尔
莱布雷维艾尔（法語：Les Bréviaires，法語發音：[le bʁevjɛʁ] ⓘ）是法国法蘭西島大區塞纳-马恩省的一个市镇，属于朗布依埃区。 

## 地理
莱布雷维艾尔（48°42'28"N, 1°48'50"E）面积19.55 平方千米，位于法国法蘭西島大區伊夫林省，该省份为法国北部内陆省份，北起瓦兹河谷省，西接厄尔省，西南接厄尔-卢瓦省，东南接埃松省，东临上塞纳省。
与莱布雷维艾尔接壤的市镇（或旧市镇、城区）包括：莱塞萨尔勒鲁瓦、莱梅尼勒、伊夫林地区勒佩赖、普瓦尼拉福雷、朗布依埃、伊夫林地区圣莱热、圣雷米洛诺雷。

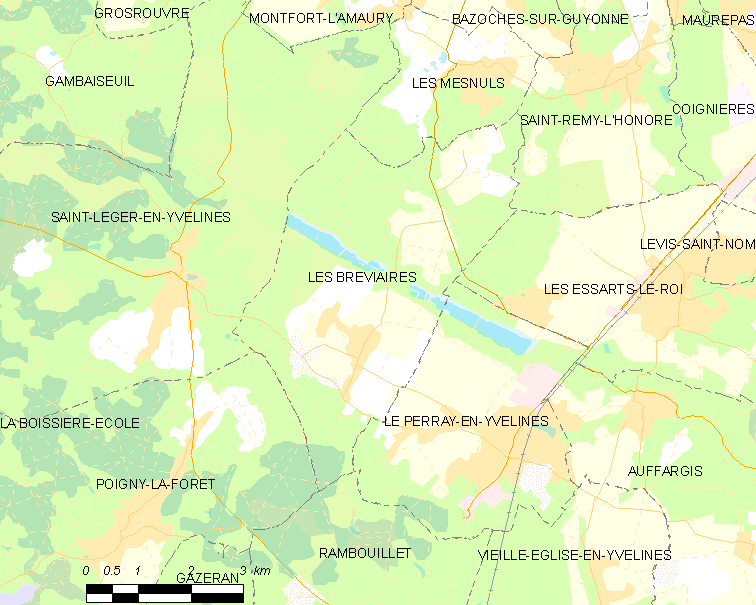
莱布雷维艾尔的OSM定位图

莱布雷维艾尔的时区为UTC+01:00、UTC+02:00（夏令时）。

## 行政
莱布雷维艾尔的邮政编码为78610，INSEE市镇编码为78108。

## 政治
莱布雷维艾尔所属的省级选区为朗布依埃县。

## 人口

1962-2008年间莱布雷维艾尔人口变化图示

莱布雷维艾尔于2022年1月1日时的人口数量为1326人。